# Abätmen
Abätmen ist ein alter Begriff aus dem Hüttenwesen, er beschreibt das Ausglühen der sogenannten Kapellen (das sind poröse Tiegel aus Knochenasche), wodurch gebundenes  Wasser und Kohlensäure zunächst verdampft (deshalb wohl Abätmen) und später weitestgehend entfernt wird. Kapellen oder Kupellen werden zur Kupellation benötigt. 